# カーボベルデの歴史
カーボベルデの歴史（カーボベルデのれきし）では、カーボベルデ共和国の歴史について述べる。

## ポルトガル植民地時代

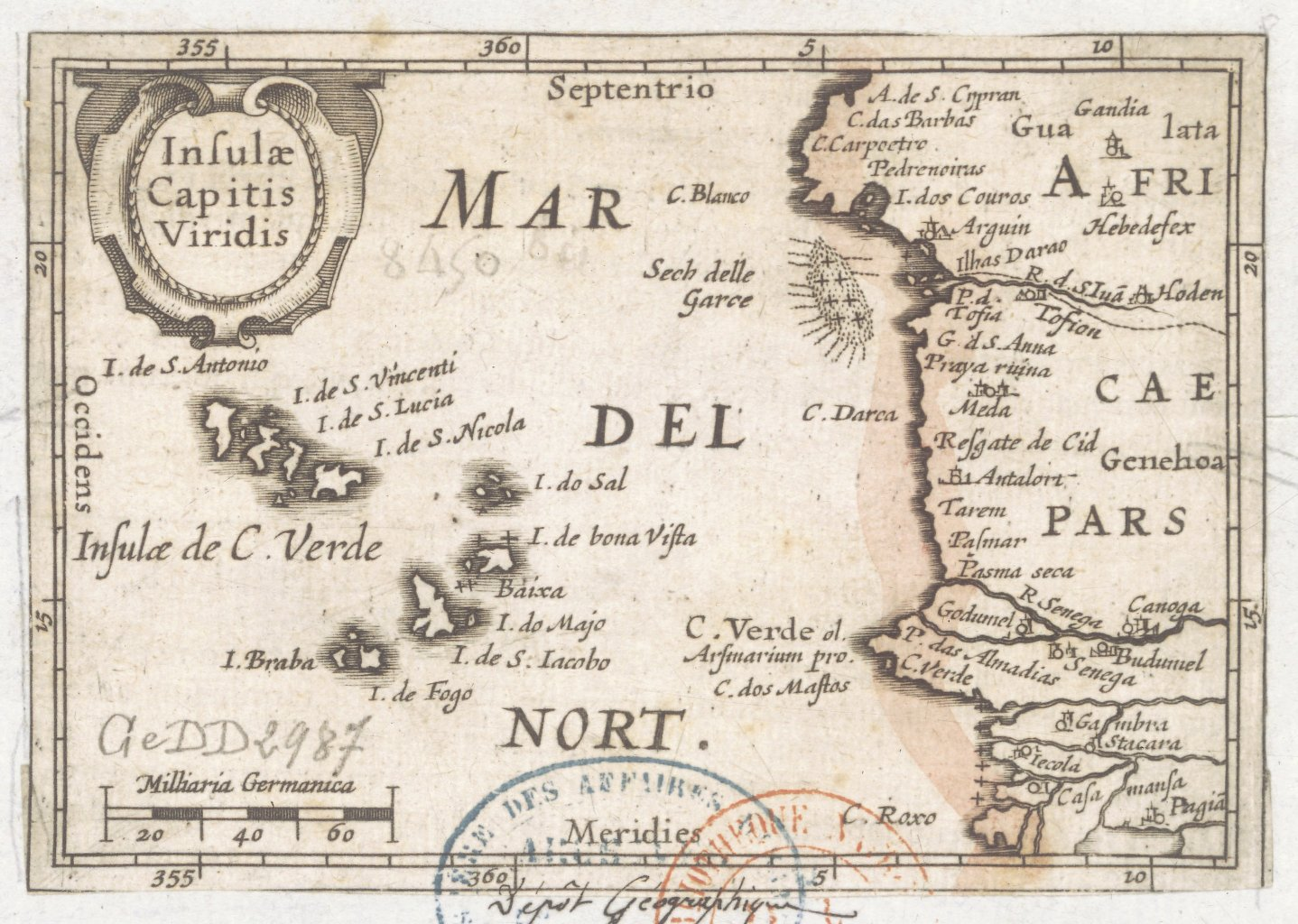
1598年のカーボベルデ諸島と西アフリカの地図

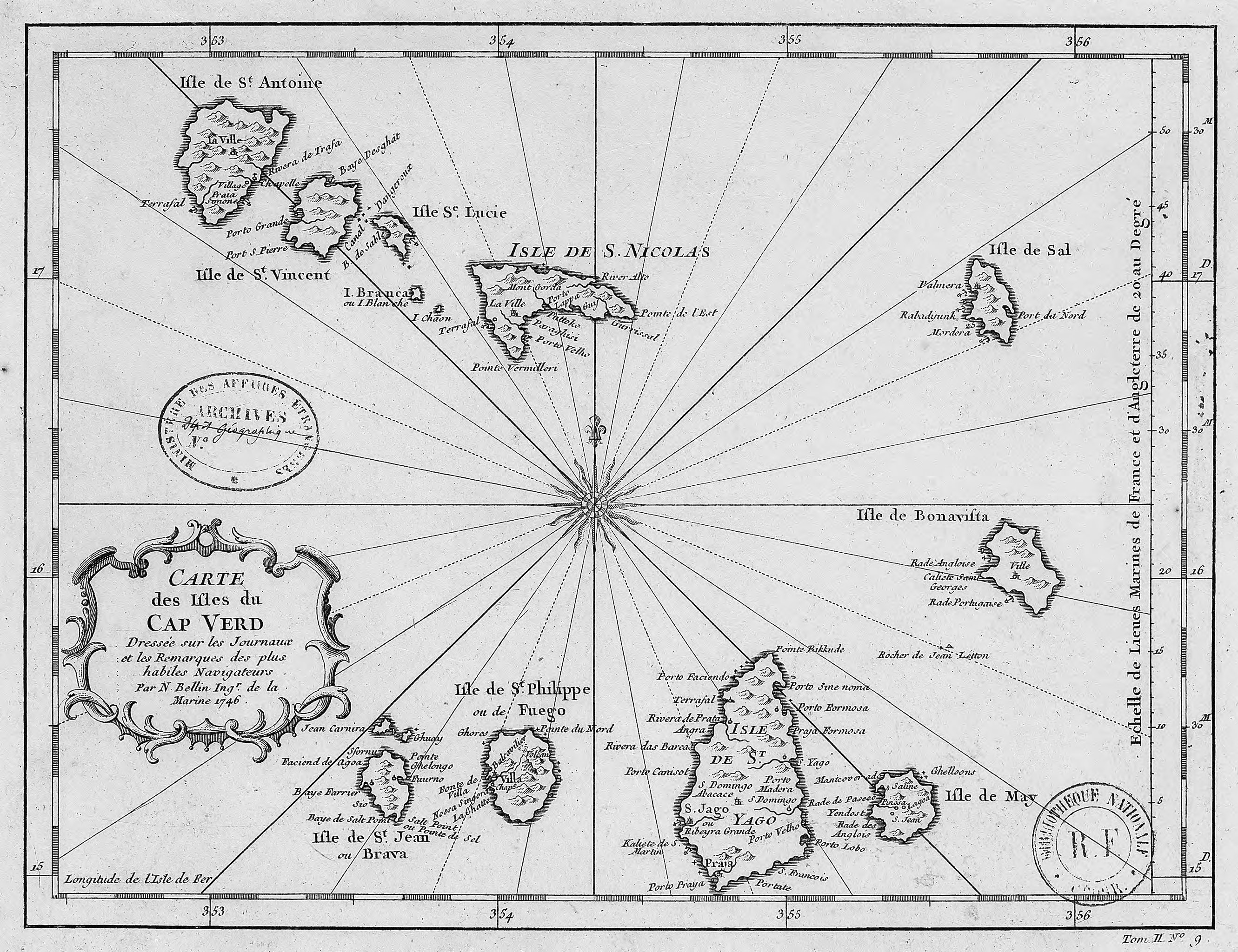
1746年のカーボベルデ諸島の地図

15世紀まで無人島だったカーボベルデ諸島において、人間の歴史が始まるのは1460年のポルトガル人の入植以降である。カーボベルデの発見者とその時期については諸説があり、1455年のジェノヴァ商人アントニオ・ダ・ノリとポルトガル人航海者ディオゴ・アフォンソによる到達が最初の発見だとする説、1456年のヴェネツィア人カダモストによる到達が最初の発見だとする説など諸説が存在する。

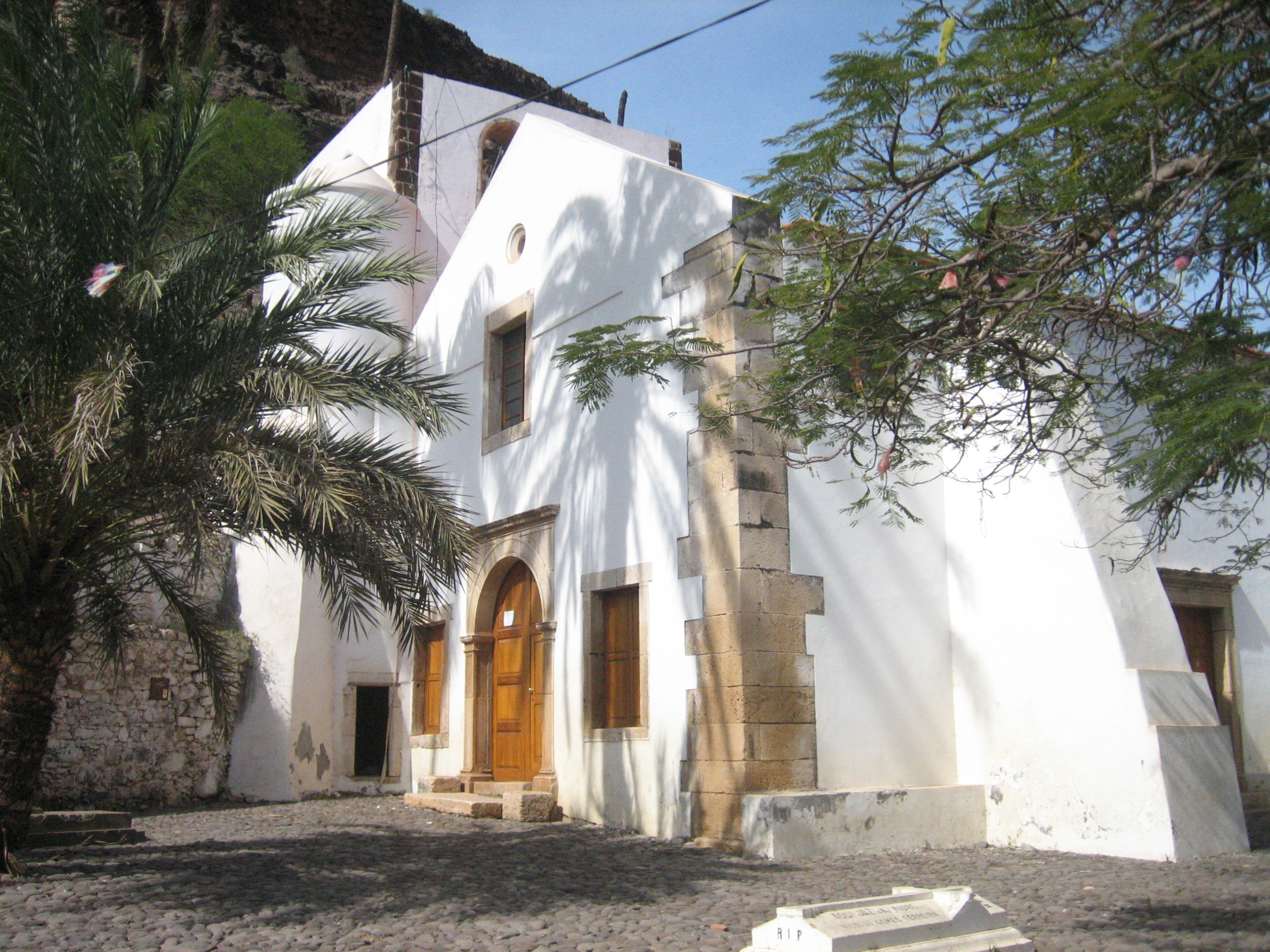
シダーデ・ヴェーリャのノッサ・セニョーラ・ド・ロザリオ教会

1462年に植民地化が開始されると、当初ポルトガル人はマデイラ諸島やアソーレス諸島で行ったように、西アフリカからカーボベルデに奴隷を移入して砂糖を生産しようとしたが、この試みはサヘルの延長にある雨の降らないカーボベルデの厳しい気候や、土壌の不毛さによって失敗した。しかし、サンティアゴ島のリベイラ・グランデ（現在のシダーデ・ヴェーリャ）は「新大陸の発見」後、インドやブラジル、西インド諸島、アフリカとイベリア半島を結ぶポルトガル船の寄港地となることに成功し、この役割のため、カーボベルデは植民地として存続することに成功した。しかし、この役割は海賊を引き寄せるのにも十分魅力的なものであり、1542年のフランス海賊の襲撃を嚆矢に、1578年と1585年にはイングランドの海賊フランシス・ドレークによる襲撃が行われるなど、16世紀半ば以降海賊の跳梁が続いた。カーボベルデ防衛のためにポルトガル王は要塞を建設し、1587年にはリベイラ・グランデに総督を設置した。しかし、総督府は1652年にプライアに移動し、以降リベイラ・グランデは衰退した。16世紀から17世紀にかけてカーボベルデはアフリカとアメリカ大陸を結ぶ奴隷貿易の中継地として栄え、島内ではポルトガル人入植者の男性と黒人奴隷の女性の間で混血が進み、今日まで続くクレオール的な社会が形成された。
17世紀末から18世紀にかけてカーボベルデの経済は停滞していたが、1757年にカーボベルデと西アフリカ大陸部のポルトガル領ギニアがグラン・パラ＝マラニャン会社に委ねられると経済的な活性化が進み、無人島だったサント・アンタン島、サン・ヴィセンテ島、サン・ニコラウ島、サル島への入植が進んだ。18世紀の間には、1712年と1798年にフランス海賊による襲撃があった。
19世紀に入ると、旱魃と飢饉が周期的に繰り返されるカーボベルデから、島外への移民が進んだ。カーボベルデ人は19世紀前半からアメリカ合衆国のマサチューセッツ州やロードアイランド州を始めとするニューイングランド地方に移住を進め（カーボベルデ系アメリカ人）、現在もアメリカ合衆国は世界最大のカーボベルデ人のディアスポラの地となっている。1880年代にポルトガルの海運業が発達すると、カーボベルデのミンデロはヨーロッパと南アメリカを中継する船舶の新たな石炭補給港として栄えた。
20世紀に入ると、ポルトガルはアンゴラ、ギニア、モザンビーク、ティモールの各植民地で、住民をポルトガル語とポルトガル文化を身につけた「同化民」（アシミラド）とそれ以外の「原住民」に分け、前者にはポルトガル市民と同等の権利を認め、後者には重労働を強制したが、カーボベルデとインド、マカオの住民にはこの「同化民」のカテゴリは設けられず、実質的にポルトガル市民と同等であった。
宗主国のポルトガルでは1933年に保守的、反自由主義的なエスタド・ノヴォ体制を構築したアントニオ・サラザール首相が第二次世界大戦後も政権を握り続け、1951年にサラザールは植民地の呼称を「海外州」と呼び換えて国際連合の脱植民地化決議を無視し、「海外州」の独立を認めない方針を強固に打ち出していた。カーボベルデ出身のアフリカ人ナショナリストアミルカル・カブラルは1956年に独立を目指してギニア・カーボベルデ独立アフリカ党(PAIGC)を結成し、1958年のビサウにおける港湾ストライキに対するポルトガル当局の虐殺以後は武装闘争路線を採用し、1963年にポルトガル領ギニアで独立戦争を開始した。PAIGCは着々と解放区を拡大し、1968年11月にはポルトガル現地軍司令官のアントニオ・デ・スピノラ将軍がマルセロ・カエターノ首相に軍事的勝利は不可能だとして和平を進言するほどであった。1973年1月20日にアミルカル・カブラルは暗殺されたが、アミルカル・カブラルの弟のルイス・カブラルが党首に、アリスティデス・ペレイラが書記長に就任したPAIGCはポルトガル軍に対して猛攻撃を仕掛け、1973年10月24日にPAIGCはマディナ・ド・ボエでギニア＝ビサウの独立を宣言し、国際連合も同年11月2日の総会で、賛成多数でギニア＝ビサウの独立を承認した。その後、ギニア＝ビサウで勤務したポルトガル軍の軍人が主体となって形成された国軍運動(MFA)が、1974年4月25日に起こしたカーネーション革命によってエスタド・ノヴォ体制が崩壊すると、新たに誕生したポルトガルの左派政権は植民地戦争を終結させ、1975年中に各植民地で独立戦争を戦ってきた組織に独立後の国家建設を託した。

## 独立後

1975年の独立時から1992年までカーボベルデの国旗。

1992年以降のカーボベルデの国旗。

独立を目前にした1975年6月30日の選挙でギニア・カーボベルデ独立アフリカ党(PAIGC)は84%の得票を獲得し、7月5日に初代大統領アリスティデス・ペレイラの下で、既に独立していたギニア＝ビサウに続いてカーボベルデも独立を達成した。当初PAIGCはカーボベルデとギニア＝ビサウの国家統一を目指していたが、ギニア＝ビサウでのカーボベルデ出身者と本土出身者の間の対立が激しくなり、1980年11月にカーボベルデ系のルイス・カブラル政権がジョアン・ベルナルド・ヴィエイラのクーデターによって崩壊すると、以降両国を統合しようとする動きは弱まり、翌1981年1月にPAIGCカーボベルデ支部はカーボベルデ独立アフリカ党(PAICV)に改変した。
アミルカル・カブラルの時代から思想的にマルクス主義の影響を受けていたPAIGC/PAICVは国内に一党制を敷いたものの、マルクス＝レーニン主義やソビエト連邦からは距離を取り、アパルトヘイト時代の南アフリカ共和国を含む各国と実利を優先した協調を軸にした政策を採った。1990年にPAICVの一党制が廃止されると、翌1991年の議会選挙では民主運動 (MpD) が大勝し、大統領選挙でもMpDのアントニオ・マスカレニャス・モンテイロが勝利した。MpD政権はアフリカを重視していたPAICVとは異なってヨーロッパを重視する路線を打ち出し、1992年には国旗もそれまでの汎アフリカ色（赤、黄、緑）のものから青を主体としたものへ変更された。
モンテイロは1996年に再選されたが、2001年の議会選挙、大統領選挙では共にPAICVが勝利し、ペドロ・ピレスが大統領に就任した。ピレスは2006年も再選された。2007年にカーボベルデは後発開発途上国（LDC）を脱した。

## 脚註

### 書籍
- 市之瀬敦「クレオルの島カボ・ベルデ──その形成とディアスポラ」『社会思想史の窓第118号──クレオル文化』石塚正英編、社会評論社、東京、1997年5月。
- 小川了編著『セネガルとカーボベルデを知るための60章』明石書店、東京〈エリア・スタディーズ78〉、2010年3月。ISBN 4-7503-1638-5。
- 金七紀男『ポルトガル史（増補版）』彩流社、東京、2003年4月増補版。ISBN 4-88202-810-7。
- A.H.デ・オリヴェイラ・マルケス 著、金七紀男 訳『ポルトガル1』ほるぷ出版、東京〈世界の教科書＝歴史〉、1981年。
- A.H.デ・オリヴェイラ・マルケス 著、金七紀男 訳『ポルトガル2』ほるぷ出版、東京〈世界の教科書＝歴史〉、1981年。
- A.H.デ・オリヴェイラ・マルケス 著、金七紀男 訳『ポルトガル3』ほるぷ出版、東京〈世界の教科書＝歴史〉、1981年。
- 中村弘光『アフリカ現代史IV』山川出版社、東京〈世界現代史16〉、1982年12月。pp.250-254。

### ウェブサイト
- 外務省. “外務省：カーボヴェルデ共和国”. 2010年9月4日閲覧。